# جون بي. ماكدونالد
جون بي. ماكدونالد هو أستاذ جامعي كندي، ولد في 23 فبراير 1918 في تورونتو في كندا، وتوفي في 23 ديسمبر 2014.